# 小脇健次
小脇 健次（こわき けんじ）は、日本の元お笑いタレント（1人コント）である。1964年2月24 日生。
元太田プロダクション所属。血液型はA型。東京都葛飾区出身である。別名・小脇健二、小脇けんじ、脇けんじとも。
日本テレビ「鶴ちゃんのプッツン5」にて、知人とともに観覧していたところを、片岡鶴太郎に見いだされ、同番組の前説を務めるようになってデビューした。
その後太田プロ主催のライブ「噂のSHOW TIME」他多数のお笑いライブに出演するようになり、その特異なキャラクターで、人気者になった。
同時期に活動していた仲間には、松村邦洋、爆笑問題などがいる。
なお、あっぱれさんま大教授 (CX)にて引退していることが明らかになった。

## 持ちネタ
- 電車渋滞中のサラリーマン
- ちょんまげにされた床屋の客

## 芸歴
- 各種お笑いライブ
- 桜金造主催芝居
- さよならまでの四日間（TBS.1992/05/04～1992/05/07、杉本哲太、松下由樹主演）
- 映画「極道記者」（1993年・奥田英二主演）
- 終着駅シリーズ(8) 窓（土曜ワイド劇場）1998年3月28日放送
- 女医レイカ　1999年8月6日放送・フジテレビ（金曜エンタテイメント）
- 新宿コマ劇場（2000年7月）長山洋子公演 「深川恋キツネ」
- クイズ年の差なんて（フジテレビ.マスコットのトッシー君のぬいぐるみの中身）

## 受賞
ニッポン放送「松村邦洋のオールナイトニッポン」で行なわれた“第2回ギャグカウパー94”にてMVPを受賞した。
（第1回MVPは無名時代のロンドンブーツ1号2号）

## 影響を受けた芸人
2006年5月28日放送の「あっぱれさんま大教授」にて、人気お笑い芸人のはなわが、高校生の頃ニッポン放送で放送された小脇健次のネタを聞いて、お笑い芸人になろうと決めたと告白した。
なお、同番組にて芸能活動再開を宣言した（明石家さんまは否定的）。